# VS-ヴァーサス-
『VS-ヴァーサス-』は麻生俊平による日本のライトノベル。イラストは硝音あや。富士見ファンタジア文庫（富士見書房）より2003年7月から2005年7月まで全5巻が刊行された。
同著者による『ミュートスノート戦記』のカウンターとも言うべき作品。個人対組織の抗争を描いた『ミュートスノート戦記』に対して、組織に属しつつ超科学を操るテロリズムと戦う主人公を描く。「ネオ・ヒロイック・ポリスアクション」なるキャッチフレーズがつけられている。挿絵は硝音あや。

## 主要な登場人物
鷹匠次郎
高校2年生の主人公。兄が仕事中、テロ事件で死亡。さらにその一週間後、関連して発生した事件に巻き込まれ、両親は意識不明の重体、妹がPTSDとなってしまう。それがきっかけで、警視庁内の部署・ヴァーサス（超科学特殊捜査班（超科特捜））で特殊技能者として働くこととなる。真面目で一直線、比較的頭に血が上りやすい性格。かつてより習得していた古武術をベースに、超科学で作成された「V1ユニット」で武装して戦う。
水城蒼
次郎と同い年の少女。主人公と同じく特殊技能者で、次郎のトレーニングコーチ役。常に無表情で冷静沈着で真面目。心の中では人々を守りたいという信念をもって、特殊技能者としての任務をこなす。超科学で戦闘形態へと変化した姿は「S1」と呼ばれる。父は脳科科学者で、一つ上に姉がいる。
霧島真琴
次郎が中学時代に通っていた、古流武術の道場の娘。性格は次郎と似ているところがあるが、それがさらに一直線になったような感じの少女。よく次郎に手合わせをしようとする。
鷹匠未沙樹
次郎の一つ下の妹。事件に巻き込まれてPTSDとなる。亡くなった兄、そして次郎との距離に苦しんでいる。
竜胆寺那智
ヴァーサスの最高司令官にして天才的な科学者。二十代後半の女性。警察職員からは「コマンダー」と呼ばれている。ヴァーサスにおける超科学解析及び犯罪への使用はほぼ全て彼女の知識と判断によるため、ヴァーサス内ではほぼ絶対的な存在。ヴァーサスのメンバーのことを愛称（に近い言葉）で呼び、発言は豪放かついい加減で、魔女のようとも表現される特徴的な外見と共に、彼女を知らぬ人間に奇異な印象を与えているが、時折放たれる鋭利な言葉は容赦なく真理を突く。
春日潔
三十代前半の警視。東大法学部卒のキャリア組。的確な頭脳と高い交渉能力を持つ、ヴァーサスの副署長的な存在。他部署との交渉が主な仕事で、次郎のよき相談役。
三輪要
陸上自衛隊三等陸佐。ベリーショートの二十代後半の女性で、警察の組織であるヴァーサスと防衛省との連絡係。冷静で感情を表に出さないが、竜胆寺にはよくからかわれる。超科学を日本の国防に正しく使うべきという信念を持つ。
鬼怒原姫子
二十代後半の女性。交渉事が多い春日に対して、実際に現場での指揮を執る警部補。みんなから「おキヌさん」と呼ばれる。春日と並ぶ、次郎の相談相手。
伴友彦
ヴァーサスの科学スタッフのチーフを務める、二十代後半の男性。コマンダーの科学面を補佐する。イケメンで優しく、次郎曰く、スポーツクラブのインストラクターのような雰囲気。
鷹匠勝也
次郎の五つ上の兄で、陸上自衛隊員。北海道にあった駐屯地で発生した二年前のある事件で生き残り、それが契機となって対テロ対策要員として訓練を受けていたが、次郎たちが事件に巻き込まれる一週間前にテロで亡くなる。性格は真面目で堅物で（デートをしたことがない）、勉強もスポーツも得意だったらしい。

## 既刊一覧
- 麻生俊平（著）・硝音あや（イラスト）、富士見書房→KADOKAWA〈富士見ファンタジア文庫〉、全5巻
  - 『VS-ヴァーサス- file1 始動！ 超科学特殊捜査班』、2003年7月19日発売[1]、ISBN 4829115386
  - 『VS-ヴァーサス- file2 狩人の条件』、2003年9月20日発売[2]、ISBN 4829115521
  - 『VS-ヴァーサス- file3 グリーン・ドリーマーズ』、2004年7月17日発売[3]、ISBN 482911567X
  - 『VS-ヴァーサス- file4 そびえ立つ海』、2004年12月18日発売[4]、ISBN 4829116722
  - 『VS-ヴァーサス- file5 〈V〉と〈S〉』、2005年7月20日発売[5]、ISBN 4829117362